# 데이비드 버코프
데이비드 찰스 버코프(David Charles Berkoff, 1966년 11월 30일 ~ )는 전 미국의 수영 선수이자, 올림픽 챔피언, 전 세계 기록 보유자이다.
펜실베이니아주 애빙턴에서 태어난 버코프는 자신의 경력 동안 2개의 하계 올림픽에서 총 4개의 메달을 획득한 배영 전문 선수이다. 그는 자신의 강력한 수중 출발로 이름의 시조가 된 "버코프 블라스토프"(Berkoff Blastoff)로 가장 잘 알려졌다.
1988년 서울 올림픽에서 그는 400m 혼계영의 결승전에서 우승한 미국 남자 팀의 배영 주자로 헤엄치면서 금메달을 획득하였다. 개인적으로는 100m 배영에서 2위를 하며 은메달을 따기도 하였다.
4년 후, 바르셀로나 올림픽에서 버코프는 400m 혼계영의 예선들에서 미국 팀을 위하여 헤엄치면서 또 하나의 금메달을 획득하였다. 또한 100m 배영에서 동메달을 땄다.
2005년 명예 수영 선수로서 국제 수영 명예의 전당에 헌액되었다.

## 같이 보기
- 올림픽 수영 남자 메달리스트 목록
- 수영 배영 100m 세계 기록 추이
- 수영 혼계영 400m 세계 기록 추이